# 陈任中
陈任中（1874年—1945年），号仲骞、耐庐，江西赣州人。中华民国政治家、学者。

## 生平
光緒二十八年（1902年），陈任中参加乡试中举人。武昌起义爆发前夕，参与组织革命团体赣学社。辛亥革命爆发后，在赣州参加了推翻清朝统治的活动。
中华民国成立后，陈任中任教育部佥事兼秘书，后升任教育部参事。北京政府时期，任总统府秘书。1925年，转任教育部次长。1925年8月至12月，兼任京师图书馆馆长。
南京国民政府成立后，在九一八事变之后任行政院参议兼全国经济委员会教育教导员。抗日战争爆发后，他回到赣州，当选赣县行政会议主任委员。1943年9月，出任赣县县志馆馆长。
1945年，陈任中逝世。
陈任中涉猎广泛，善诗词、书法以及音乐。

## 著作
- 呂惠卿 纂，陈任中校辑，宋呂氏莊子義，大北印書局，1934
  - 呂惠卿 纂，陈任中校辑，吕觀文進莊子義，1934
- 陈任中，中国通史编纂凡例
- 陈任中，国乐旧谱今释
- 陈任中，尊光阁诗集[1]
- 陈任中，詞韻諧聲表，雲在山房，1934